# Нурикабэ (мифология)

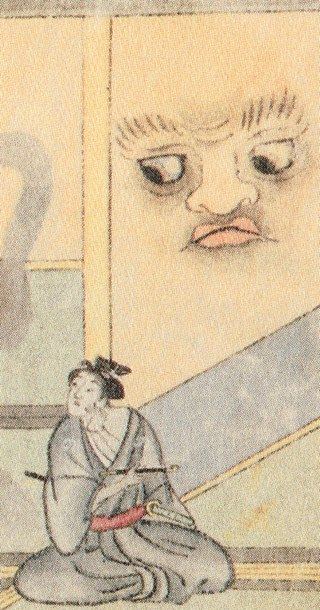
Нурикабэ, иллюстрация из «Ино-хэйтаро-моногатари»

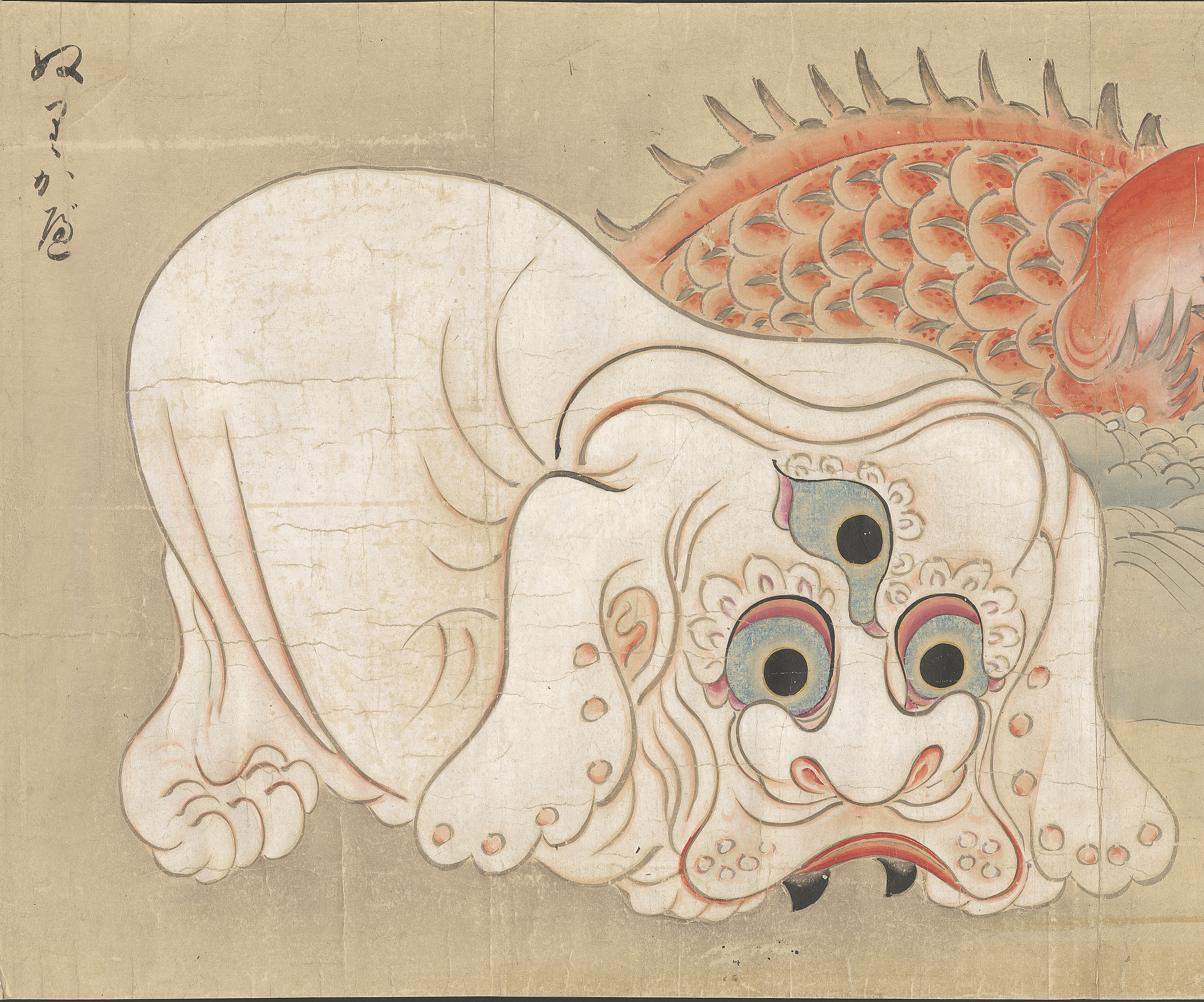
Nurikabe (ぬりかべ) из Bakemono no e (化物之繪, около 1700), Harry F. Bruning Коллекция японских книг и рукописей, Л. Том Перри Специальные коллекции, Библиотека Гарольда Б. Ли, Университет Бригама Янга.

Нурикабэ (яп. 塗壁) — ёкай или дух, из японского фольклора. Проявляется как стена, которая встаёт непреодолимой преградой на пути прохожего или странника, путешествующего ночью. Все попытки обойти это препятствие, неожиданно возникшее на пути, оказываются бессильны, так как стена способна распространяться бесконечно во все стороны. Справиться с нурикабэ, заставив преграду исчезнуть, можно, если постучать по нижней части стены.

## Культурное влияние
Нурикабэ является одним из персонажей манги и аниме «GeGeGe no Kitarou».